# Delfim Santos
Delfim Pinto dos Santos, né le 6 novembre 1907 à Porto et décédé le 25 septembre 1966 à Cascais, est un philosophe, pédagogue, critique et professeur universitaire portugais.

## Biographie
Né à Porto, il commence à travailler à l’âge de onze ans, pour aider son père, Arnaldo Pinto, dans son magasin d’orfèvrerie. Peu après la disparition de celui-ci, en 1922, et lorsqu’il n’a que quinze ans, il comprend que sa vocation se trouvait dans les études. Il s’inscrit au lycée en cours du soir, obtenant le baccalauréat en 1927 - section scientifique et section littéraire. À cette époque, il s’est fortement engagé dans les activités culturelles et sportives de l’ YMCA, à caractère réformé.
En 1931 il obtient sa licence en sciences historiques et philosophiques à la Faculté de lettres de l’Université de Porto. Il suit les cours de Leonardo Coimbra (pt), dont il devient l’ami et l’admirateur, si bien qu’il n’a pas été un disciple du philosophe du créationnisme. Il suit également les cours de Luís Cardim, Teixeira Rego, Newton de Macedo et Aarão de Lacerda. Parmi ses condisciples on compte Álvaro Ribeiro (pt), Agostinho da Silva, Adolfo Casais Monteiro (pt) et Sant'Anna Dionísio, parmi d’autres. Après ses études, il fait son stage au lycée national José Falcão, à Coimbra (1931-1932). L’année suivante il s’inscrit en études pédagogiques à l’université de Coimbra et conclut en juillet 1934 son agrégation à Lisbonne, au lycée normal de Pedro Nunes (1933-1934). Il poursuit sa carrière en qualité de professeur agrégé au lycée Gil Vicente (jusqu’en 1935).
En octobre 1935 il part à Vienne pendant deux ans, en tant que boursier de l’Institut pour la haute culture, pour étudier avec les philosophes Moritz Schlick, Karl Bühler et Othmar Spann, et il est invité à assister aux séminaires du Cercle de Vienne ; en route, il rend visite à Henri Bergson à Paris. Il écrit alors un essai critique sur le Néopositivisme, intitulé Appréciation critique du positivisme, qu’il présente comme rapport de fin d’études devant l’Institut pour la haute culture. Au semestre d’hiver de 1936 il part à Berlin pour un premier contact avec Nicolai Hartmann et Eduard Spranger. En 1937 on le trouve à l’University College de Londres pour étudier avec John Macmurray (en), et au Trinity College (Cambridge), où une partie du Cercle de Vienne s’était exilé, et où il travaille avec Charlie Dunbar Broad et George Edward Moore; ce dernier sera remplacé en 1939 par Ludwig Wittgenstein, philosophe proche du cercle viennois .
En 1937, il rentre au Portugal, avant de partir à nouveau pour l’Allemagne en tant que lecteur de langue portugaise à l’Université de Berlin. Il y fréquente les séminaires de Nicolai Hartmann et visite Fribourg dans le but de connaitre la pensée de Martin Heidegger, dont il est un lecteur attentif. Il reçoit en 1940 le titre de docteur à la Faculté de lettres de l’université de Coimbra pour une thèse intitulée Connaissance et réalité. Il repart à Berlin jusqu’en 1942, date à laquelle il rentre définitivement au Portugal. En 1943 il est invité en tant que chargé d'enseignement pour la section de sciences pédagogiques de la Faculté des lettres de l’Université de Lisbonne.
En 1946 il se présente au concours de professeur extraordinaire de la même section avec un travail intitulé Fondamentation existentiel de la pédagogie, et en 1950 il devient le premier professeur titulaire de la chaire de pédagogie au Portugal. Il est responsable des modules d’histoire de l'éducation, organisation et administration scolaire, éthique, et histoire de la philosophie ancienne (1943-47), ainsi que du séminaire de pédagogie et didactique depuis 1948. Il a également été professeur de psychologie et sociologie à l’Académie militaire portugaise entre 1955 et 1962.
Il participe à de nombreux colloques internationaux de philosophie en Europe, notamment le IXe Congrès international de philosophie, (Congrès Descartes) en 1937, Paris, France, et en 1949 il intègre la délégation portugaise au Congrès national de philosophie à Mendoza, Argentine. Avec d’autres intellectuels portugais, il participe, en 1954, aux commémorations du IVe centenaire de la fondation de la Ville de São Paulo, Brésil.
En 1962, il propose à la Fondation Gulbenkian de créer un centre de recherche pédagogique au sein de la Fondation, devenant son directeur entre 1963 et 1966, date de son décès. Il a été membre de l’Académie des sciences de Lisbonne, et en hommage son nom a été donné à une école de Lisbonne et à plusieurs rues portugaises, notamment à Lisbonne (Telheiras), à Outorela (Carnaxide), à Évora et à Custóias (Matosinhos).

## Œuvre
La quasi-totalité de son œuvre philosophique, pédagogique, critique et épistolaire a été publiée en quatre volumes par la Fondation Gulbenkian. Elle recouvre des domaines essentiellement philosophiques et pédagogiques, mais aussi des questions culturelles et d’actualité reflétant les préoccupations de son époque: l’individu dans la collectivité, l’humanité en guerre, l’homme et la technique, la déshumanisation.
Sensible à la valeur pédagogique du cinéma et à ses potentialités didactiques Delfim Santos a proposé des commentaires et des conférences sur plusieurs films, notamment Le Fils prodigue (Luis Trenker, Allemagne 1934), Le Troisième Homme (Carol Reed, USA 1949) et Umberto D. (Vittorio De Sica, Italie 1952).
Certains articles et lettres de Delfim Santos se trouvent en ligne :
- SANTOS, Delfim. Carta a Hermann Hesse. Lisboa: 1948
- SANTOS, Delfim. Da Ambiguidade na Metafísica. Mendoza: 1949
- SANTOS, Delfim. Pedagogia como Ciência Autónoma. Mendoza: 1949
- SANTOS, Delfim. Prefácio a 'Ele e o Outro' de Hermann Hesse. Lisbonne: Guimarães eds. 1952

## Principaux thèmes
Le versant philosophique de son œuvre concerne particulièrement la philosophie allemande du XXe siècle. Au début de sa carrière, il se penche sur le problème de l’application des méthodes mathématiques et des sciences naturelles à l’étude de l’homme (critique du néopositivisme de Vienne). Il s’intéresse ensuite à l’onto-phénoménologie de Nicolai Hartmann, qui devient son directeur de recherche à Berlin, et à la caractérisation du réel pas comme unité mais comme multiplicité. À la suite de Hartmann, il adhère à une "philosophie des problèmes", aporétique, et non à celle des systèmes et des solutions. Il explore enfin les possibilités d’une anthropologie philosophique à caractère existentiel et son application à la pédagogie. À la recherche d’une synthèse entre philosophie et pédagogie, il a développé un important travail d’actualisation et de renouveau de la pensée pédagogique portugaise avec plusieurs propositions d’organisation scolaire pour tous les niveaux d’enseignement, depuis la maternelle jusqu’à l’université. Il s’est particulièrement attaché à une réflexion sur les problèmes d’enseignement technique et professionnel, d’orientation et à l’importance de la caractérologie pour l’éducation.
Dans le domaine de l’histoire de l’éducation il a publié des études sur la paideia grecque et sur des éducateurs étrangers tels que Pestalozzi et Maria Montessori, et le portugais Adolpho Coelho (pt), parmi d’autres. Il a introduit au Portugal la caractérologie de René le Senne et la psychologie vocationnelle et professionnelle comme auxiliaires de l'éducation.
Dans le champ littéraire il a collaboré à la doctrine du groupe de la revue Presença et a maintenu un contact personnel et épistolaire avec l’écrivain allemand Hermann Hesse (Prix Nobel de la Littérature de 1946) dont l’œuvre s’intéresse aux questions d’éducation. Grâce à son initiative, est publiée en 1952 à Lisbonne, la première traduction portugaise de Hesse, la nouvelle Klein und Wagner, traduite par la germaniste Manuela de Sousa Marques (pt).

### Sources
- COELHO, Jacinto do Prado. 'Traços Biográficos de Delfim Santos', Março de 1968, introd. a Obras Completas, Vol I. Lisbonne: Gulbenkian 1982, v-ix.
- RIBEIRO, Álvaro. Cartas Para Delfim Santos 1931 - 1956. Lisbonne: Fundação Lusíada.
- SANTOS, Delfim. Curriculum Vitæ, Lisbonne: ed. do Autor 1949.
- SANTOS, Delfim. Obras Completas, Lisbonne: en cours de réédition.